# Vörå församling

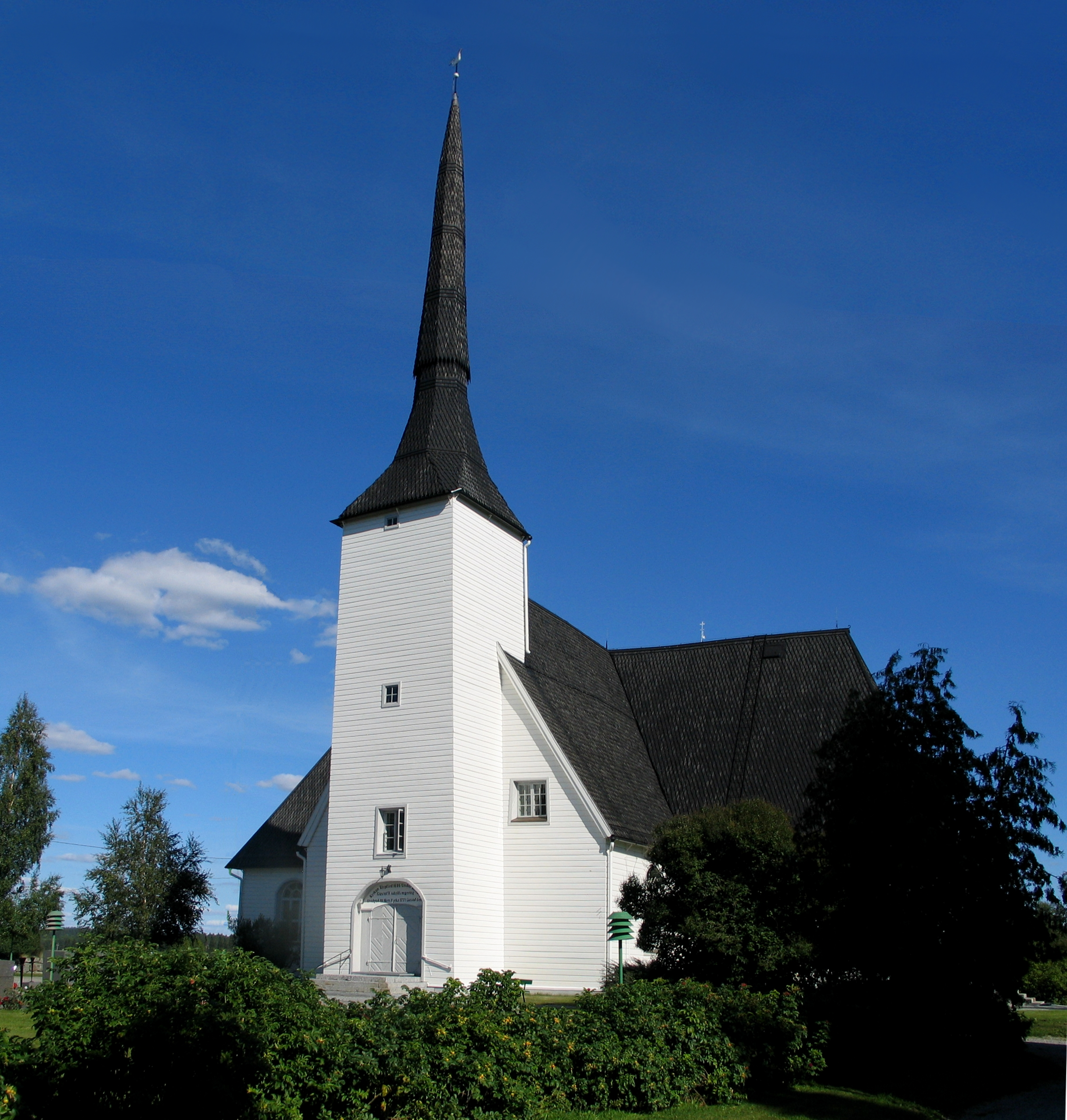
Vörå kyrka

Vörå församling är en tvåspråkig församling i Korsholms prosteri inom Borgå stift i Evangelisk-lutherska kyrkan i Finland. Till församlingen hör 5 410 kyrkomedlemmar bosatta i Vörå kommun; 88,2 % av dem är svenskspråkiga (08/2018).
Före kommunerna Vörå och Maxmo slogs samman den 1 januari 2007 hade orterna även separata församlingar. 2011 fusionerades också Oravais med i kommunen och församlingen och bildar en kapellförsamling. 

## Kyrkor
- Maxmo kyrka (1824)
- Oravais kyrka (1797)
- Vörå kyrka (1626)

## Ordinarie kyrkoherdar
- Salomon Hirvinen (1893–1903)
- A. J. Bäck (1906–24)
- Immanuel Bäck (1925–39)
- A. W. Lindfors (1941–55)
- Håkan Bäck (1955–81)
- Åke Lillas (1981–2005)
- Tomas Klemets (2007–10)
- Berndt Berg
- Ulf Sundstén [2]
- Hans Boije (2018–)[3]